# Anna E. Roosevelt Halstead
Anna Eleanor Roosevelt Halsted (født 3. maj 1906, død 1. december 1975 også Anna Dall og Anna Boettiger i tidligere ægteskaber), var ældste barn af Anna Eleanor Roosevelt og Franklin Delano Roosevelt. Hun blev opkaldt efter sin mor og bedstemor Anna Roosevelt og blev i reglen kaldt "Anna" eller "Sis".

## Biografi
Anna Eleanor Roosevelt blev født på 125 East 36th Street i New York. Hun var fanget i en trekant bestående af tre personer med stærke viljer: sin mor, sin far og sin bedstemor den dominerende Sara Roosevelt, så unge Anna Eleanor måtte blive voksen i en fart. Annas far blev senere USA's 32. præsident, hendes mor en berømt førstedame for landet. Efter at hun i 1924 tog eksamen fra Miss Chapin's school (nu Chapin School), fulgte hun et kort kursus på Cornell University ved skovbrugsskolen. 
Hun blev gift første gang i Hyde Park, New York, i 1926 til børsmægleren Curtis Bean Dall. De fik to børn: 
- Anna Eleanor Roosevelt Seagraves (født 25. marts 1927) – underviser, bibliotekar.
- Curtis Roosevelt (født 19. april 1930 – embedsmand, forfatter.

Mellem 1932 og 1934 var Anna medredaktør på et blad ved navn Babies Just Babies (hendes mor Eleanor havde også forbindelse til dette blad), var vært på et radioprogram, som blev sponseret af Best and Company varehuset, skrev artikler til Liberty magazine og skrev to børnebøger: Scamper og Scamper's Christmas.
Anna og Curtis Dall blev skilt den 30. juli 1934 i Minden, Nevada.  Seks måneder senere, den 18. januar 1935, giftede hun sig med den 34-årige journalist (Clarence) John Boettiger. Hendes anden mand havde for nylig taget sin afsked fra Chicago Tribune, og tiltrådt en stilling i Will H. Hays organisation, Motion Picture Producers of America.
John Boettiger blev hyret af William Randolph Hearst til at overtage stillingen som udgiver af Seattle Post-Intelligencer, efter en bitter arbejdsstrid med de ansatte i 1936.  Anna var aktiv som skribent og journalist, og hun fungerede som redaktør på kvindesiden i denne avis fra 1936 til 1943.  
Med sin anden mand fik hun en søn:
- John Roosevelt Boettiger (30. marts 1939) – underviser, klinisk psykolog, forfatter.

Da Boettiger tog af sted til krigstjeneste, kom den nye ledelse i strid med Anna, og hun forlod også avisen. I 1944 flyttede hun på sin fars opfordring ind i Det Hvide Hus for at hjælpe ham som assistent og som værtinde under hendes mors hyppige fravær. Anna ledsagede sin far til Jalta-konferencen og var vidne til mange historiske øjeblikke, men hun bar også byrden med at håndtere nogle af de mest intime og smertelige beslutninger, som hendes forældre traf under deres dårligt fungerende ægteskab. 
Anna og John Boettiger blev skilt i 1949.  Han begik selvmord det følgende år. Hun giftede sig tredje gang med Dr. James Addison Halsted den 11. november 1952.  Anna viede herefter en stor del af sin tid til problemer med undervisning og på at videreføre mange af hendes mors interesser og filantropier. Hun var en aktiv støtte af Franklin D. Roosevelt Presidential Library and Museum.
Hun døde af kræft i struben i en alder af 69 i New York og ligger begravet i Hyde Park, New York.

## Yderligere læsning
- Franklin D Roosevelt Library på NARA har for nylig "...modtaget korrespondance mellem Curtis B. Dall, Anna Roosevelts første mand og Roosevelt familien fra hans datter Mary Dall Twichell...."[1]
- The New York State Archives har 10 reolmeter med Anna Roosevelt papirer.[2]

## Eksterne kilder
- National Park Service bio
- Syracuse Herald, Jan 18, 1935. p 11 "Anna Dall marries"
- the Cemetery Project Arkiveret 26. september 2007 hos  Wayback Machine